# اوله اوستاپنکو (بازیکن فوتبال)
اوله اوستاپنکو (اوکراینی: Олег Олегович Остапенко؛ زادهٔ ۱۱ ژوئن ۱۹۹۷) بازیکن فوتبال اهل اوکراین است.
از باشگاه‌هایی که در آن بازی کرده‌است می‌توان به باشگاه فوتبال فورسکلا پولتاوا اشاره کرد.